# Microregione di Ituiutaba
Ituiutaba è una microregione del Minas Gerais in Brasile, appartenente alla mesoregione di Triângulo Mineiro e Alto Paranaíba.

## Comuni
È suddivisa in 6 comuni:
- Cachoeira Dourada
- Capinópolis
- Gurinhatã
- Ipiaçu
- Ituiutaba
- Santa Vitória